# Dichromia quinqualis
Dichromia quinqualis är en fjärilsart som beskrevs av Walker 1859. Dichromia quinqualis ingår i släktet Dichromia och familjen nattflyn. Inga underarter finns listade i Catalogue of Life.